# Râul Valea lui Vlad
Râul Valea lui Vlad este un curs de apă, afluent al râului Olt. 